# Стоглав

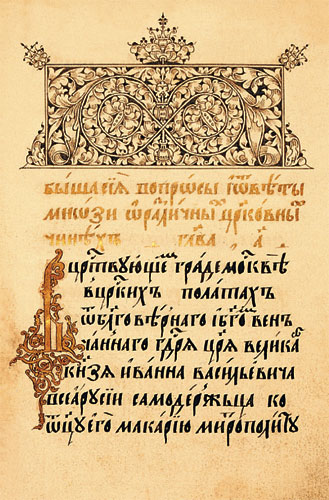
Стоглав (Титульна сторінка)

Стоглав — церковно-правовий документ Московської держави, рукописна збірка постанов і ухвал Стоглавого собору 1551 року, що охоплювали як релігійно-церковні, так і державні, економічні, земельні тощо питання, містили роз'яснення щодо співвідношення норм державного, кримінального права, судочинства тощо з церковним правом у Московії.

## Назва
Стоглав отримав свою назву за кількістю (100, 101-а додана як доповнення після закінчення собору) ухвал-рішень, з яких складається. Ця назва утвердилася за документом наприкінці XVI століття. У самому тексті пам'ятки містяться інші назви — соборна ухвала (рос. соборное уложение) і царська та святенницька ухвала (рос. царское и святительское уложение) (Див. Главу 99).

## Передумови та історія створення
Щодо автентичності й канонічного значення Стоглаву як остаточного документу Стоглавого собору і досі точаться суперечки і полеміка як серед фахівців, так і в самій Російській православній церкві. У зв'язку зі складністю, нечіткістю і часом алогічністю структури документу проблема походження і часу його тексту (і можливих правок) лишається нагальною дотепер.
Достеменним лишається факт, що хоча Стоглавий собор і був покликаний узаконити секуляризацію у тогочасному суспільстві Московії, скликаний він був 1551 року саме за ініціативою Івана Грозного, що вважав себе правонаступником візантийських імператорів (Візантійська імперія перестала існувати 1473 року внаслідок повалення Османською імперією) і не волів ні в чому їм поступатися, в тому числі і в справі скликання церковних соборів.
Назва Глави 1 («У літо 7059-е місяця лютого в 23-й день…») подає таким чином точну дату роботи Стоглавого собору: 23 лютого 7059 (1551) року, однак дослідники не впевнені, чи це дата початку засідань собору, чи початку укладання його рішень, адже роботу Собору деякі вчені схильні розділяти на два етапи — наради з обговореннями з питань і вироблення остаточних рішень.
У цій же першій главі у загальних рисах і дуже суперечливо подано програму Собору: Собор відповідає на питання царя, що сам висуває теми для обговорення (у тексті наведено не всі відповіді). Учасники Собору, за текстом, обмежуються висловлюванням своїх думок з наведених питань. Тут же наведено канонічну літературу, на базі якої триває обговорення і приймаються церковні рішення: Правила святих апостолів, святих отців церкви і повчання святих Церкви.
Глава 2 «Стоглаву», крім опису відкриття Собору й тексту першої промови царя до Собору, також містить повідомлення про велику радість ієрархів з приводу царського запрошення. Це пояснюється не лише даниною поваги до царя, але й тим, що духовенству цей Собор був необхідний для розв'язання низки питань, нагальних на той час (середина XVI століття). Це зокрема, проблематика зміцнення церковної дисципліни серед духовенства, повноваження і підсудність церковного суду, боротьба проти засилля аморальної поведінки у середовищі представників московської церкви як низової, так і вищої ланки (пияцтво, розпуста, хабарництво, сутяжництво монастирів, пережитки паганства, також і серед підданих царя), уніфікація церковних обрядів і служб, жорстка регламентація порядку переписування церковних книг, іконопису, будівництва церков тощо (насправді запровадження церковної цензури в цих питаннях).

## Структура «Стоглаву»
У двох главах (5 і 41) містяться царські запитання, які повинні бути обговорені серед учасників Собору. Укладення цих питань цар здійснив разом зі своїм оточенням, перш за все членів «Ради обраних» (двоє з них мали духовні звання митрополит Макарій та протопоп Сильвестр, через що їх участь була ймовірно найвагомішою)
Глави з 6-ї до 40-ї дають відповідь на деякі з перших 37 питань царя. Продовження відповідей міститься у 42-й і наступних главах. Цей розрив фахівці схильні пояснювати тим, що соборні дебати з укладення відповідей цареві були перервані його появою на Соборі, спільним вирішенням деяких питань і потому укладенням відповідей на «додаткові царські питання» (вони наведені в 41-й главі «Стоглаву» і стосуються переважно питань богослужінь та норовів мирян).
Усі царські питання можна розділити на три групи:
1)	питання, що торкаються державної скарбниці (10, 12, 14, 15, 19, 30, 31);
2)	питання, що викривали і заплямовували беспорядки в духовенстві та церковному управлінні, монастирському житті (2, 4, 7, 8, 9, 13, 16, 17, 20, 37);
3)	питання плутаності в богослужіннях і ті, що викривають забобони та нехристиянське життя мирян (1, 3, 5, 6, 11, 18, 21-29, 32-36).
Дві останні групи питань були спрямовані на зміцнення ролі держави у церкві.
Варто виокремити 101-у главу «Стоглаву» — вирок про вотчини, який імовірно є додатком уже по закінченні роботи Собору.

## Основні засади «Стоглаву»
Укладення Собору 1551 року торкалося всіх сторін церковного життя: у ньому були зібрані й систематизовані всі норми чинного права Російської церкви. Джерелами, крім канонічної літератури, були Статут святого Володимира, ухвалення Собору 1503 року, послання митрополитів, світські документи — кормчі книги тощо.
Постанови «Стоглаву» стосуються архієрейських податей, церковного суду, дисципліни духовенства, монахів і мирян, богослужіння, монастирських вотчин тощо.

### Фінансові питання
Попри постанову Собору 1503 року «Стоглав» дозволив стягування ставленицьких податей, але встановив для них, як і для треб, тверду таксу. При цьому було вирішено, що всі податі збираються не архієрейськими чиновниками, а попівськими старостами з десятськими.

### Питання моральності і контролю за життям духовенства і мирян
Собор був змушений визнати існування безладів і аморальності (дивіться у вище наведеному переліку питань групи 2 і 3).
Тому одним з найважливіших нововведень Собору є повсюдне запровадження інституту попівських старостів. Це були особи, вибірні зі священиків. Кількість попівських старостів у кожному місті визначалася окремо, імовірно, єпископами за царським повелінням. Собор визначив кількість старостів лише для Москви — 7 (сім). Цьому числу відповідало число соборів, тобто центральних за значенням у цій окрузі храмів. Попівські старости мали служити в соборах. На допомогу їм, згідно зі «Стоглавом», вибирались зі священиків десятські. В селах і волостях вибирались тільки десятські священики. «Стоглав» зафіксував, що в обов'язки цих виборних осіб входив контроль у підзвітних церквах за благочинієм священиків.
Собор 1551 року ухвалив важливе рішення щодо «подвійних» монастирів, тобто таких, де спільно проживали ченці обох статей: монастирям приписувалося суворо додержуватися відокремленості чоловіків і жіноцтва й ретельно виконувати монастирський статут. Слід визнати, що на практиці ці положення Собору виявилися порожніми постулатами.
У соборній постанові засуджувалися розповсюджені серед мирян у побуті пережитки і забобони язичництва й світські розваги: ордалії, театральні вистави, азартні ігри, пияцтво, нехристиянське поводження і святкування, зокрема на Радуницю.
Інша ухвала Собору засуджувала безбожні книги та єретиків, що їх читали. Такими книгами, і це показує мракобісся тодішньої Російської церкви, оголошувалися переважно прогресивні на свій час наукові трактати і решта світської літератури: «Secveta secvetovum», збірка середньовічної мудрості, відома в Московії під назвою «Аристотель», астрономічні карти Еммануїла Бена Якоба, відомі під назвою «Шестикрил» тощо. Ще одне рішення, яке доводить вузькість мислення тогочасних церковних ієрархів — накладення повної заборони на спілкування з іноземцями (в першу чергу, литвинами, тобто українцями і білорусами, а також німцями і поляками), і це тоді, коли самі ж московські урядники запрошували іноземців на царську службу.

### Питання церковної служби
Чимало ухвал «Стоглаву» стосуються церковної служби. Обговорення і вирішення деяких з них були зініційовані Іваном Грозним (поза сумнівом у цьому питанні мав вплив митрополит Макарій).
Стоглав офіційно узаконив двоперсне (двопальцове) хресне знамення у Московській церкві. Соборний авторитет цих рішень потім став основним аргументом старообрядництва.
Імовірно, під впливом Максима Грека Собор зайнявся питанням виправлення священних книг і ухвалив відкрити у Москві типографію, де мали друкуватися церковні книги (та ця типографія існувала недовго).

### Церковний суд
«Стоглав» скасував «несудимі» грамоти, зробивши відтак усі монастирі і парафіяльні причти підсудними своїм єпископам. Світським судам він заборонив судити духовних осіб. До цього церковний суд за повіренням єпископів вчинявся боярами, дякам, десятниками, і викликав постійні нарікання. Однак про касування цих посад не йшлося — вони існували і при митрополитах Петрі та Олексії. Тому було вирішено дати священикам право на участь у судах через своїх виборних старостів і сотських, хоча законодавці і не визначали роль цих представників.

### Церковне землеволодіння
На Соборі не могли обминути обговорення цього питання, але спочатку його не було включено до Стоглаву. Лише пізніше до основного тексту додали 101-у главу — «Присуд про вотчини». Це рішення, явно компромісне між царем та церковниками, відобразило намагання Івана Грозного обмежити зростання церковного землеволодіння.
Зокрема, «Присуд про вотчинни» закріпив такі п'ять положень церковного землеволодіння:
1.	архієпископам, єпископам і монастирям заборонялося купувати вотчини без особистої згоди на те царя;
2.	земельні внески на поминання душі допускалися, але за попередньої угоди про умови і порядок їх викупу в подальшому родичами заповідача;
3.	володарям вотчин у деяких областях заборонялося продавати вотчини людям з інших місцевостей і дарувати їх монастирям без доповіді особисто царю;
4.	присуд не має зворотної сили й не поширює свою чинність на угоди дарування, купівлі-продажу або заповідання, що укладені до Стоглавого собору;
5.	встановлюється санкція за майбутні порушення присуду: конфіскація вотчини на користь государя і неповернення грошей продавцю.

## Значення Стоглаву
Стоглав зафіксував порядок церковної служби, прийнятий у Московській державі: «А хто не хреститься двомя перстами, яко Христос і апостоли, та буде [йому, їм] анафема» (Стоглав Глава 31); «не подобає святия аллілуї трегубити, але двічі глаголити аллілуйя, а втретє — слава тобі Боже…» (Стоглав Глава 42).
Наведені вище норми діяли до 1652 року, коли патріархом Ніконом було запроваджено «церковну реформу», що призвела до наступних змін, чинних у Московській церкві донині:
- Заміна двоперсного хресного знамення трьохперсним;
- Повернення до трегубої алілуї (вимовляння тричі);
- Проведення хресної ходи проти сонця, а не за сонячним напрямком, як раніше.

Як відомо, саме ця «реформа» поклала початок російського старообрядництва.
Ще трохи пізніше, зокрема на Великому Московському церковному соборі 1667 року положення Стоглавого собору взагалі були визнані писаними нерозсудно, простотою и незнанням ; понад це — справжність Стоглаву було піддано сумнівам.
Проте до середини XIX століття панівною в Церкві лишалась думка щодо автентичності Стоглаву як соборного укладення 1551 року. Аж у 1829 році митрополит Іларіон, не піддаючи сумнівам факт проведення Собору в 1551 році, засумнівався в автентичності тексту Стоглава.
У передмові до першого в історії видання Стоглаву, що було здійснено у 1862 році, вказується:
ця книга (Стоглав) — укладена кимось, імовірно, навіть членом Стоглавого собору (1551 рік), але вже після собору, з чернеток, які були приготовлені лише для розгляду на соборі, але в цілому не розглянуті й не зведені у форму церковних ухвал, не затверджені підписами й не обнародувані для государя. 
Така точка зору пояснювалася небажанням визнати за правду факт офіційного ухвалення рішень Собором, які Російська Церква у майбутньому визнає помилковими й почне касувати, що породить розкольництво.
Лише після досліджень І. Беляєва та його знахідок, зокрема наказних реєстрів Стоглаву, було беззаперечно доведено і визнано справжність прийняття Стоглаву на Соборі 1551 року.
Відтак, у подальшому історики розглядають Стоглав як унікальну пам'ятку московського (російського) права XVI століття, що дає уявлення про тодішній спосіб життя і стан суспільства і духовенства в Московській державі.
Варто тако́ж зазначити, що на початок XX століття були відомими не менше 100 рукописних редакцій Стоглаву .

## Видання і література
- «Стоглав». // Российское законодательство X—XX веков. М., 1984 г. Т. 2. — С. 241—439.
- «Стоглав». Казань, 1911 г.
- Стоглав. Макарьевский стоглав. — В кн.: Труды Новгородской ученой архивной комиссии. Новгород, 1912. Вып. I.
- Шпаков А.Я. Стоглав. Его значение для историка русского права: по поводу официального или неофициального происхождения этого памятника. — Киев, 1903. – 56 с.
- Владимирский-Буданов М. Ф. Обзор истории русского права. Спб-Киев, 1909 г.
- Стоглав: введение, текст, комментарии к тексту